# FK Spartak Nijni Novgorod
Maillots
Le Spartak Nijni Novgorod (en russe : «Спартак» Нижний Новгород) est un club de football russe basé à Nijni Novgorod ayant existé entre 2000 et 2007.

## Histoire
Fondé en 2000 sous le nom Loukoïl, le club est alors basé dans la ville de Tcheliabinsk. Il fait ses débuts en quatrième division l'année suivante, remportant aisément son groupe en étant invaincu pour monter au troisième échelon professionnel en 2002. Intégré au sein du groupe Oural puis Oural-Povoljié, le club enchaîne trois podiums d'affilée avant d'être finalement promu en 2004, profitant de l'abandon du Rotor Volgograd pour monter en deuxième division par le biais administratif.
Dans la foulée de cette montée, l'équipe est renommée Spartak avant la saison 2005, qui le voit se maintenir confortablement en terminant neuvième au classement. Le club est déplacé l'année suivante dans la ville de Nijni Novgorod, mais connaît dans le même temps une baisse de ses performances qui amènent à sa relégation en fin d'année 2006. Il se voit par la suite refuser une licence professionnelle, amenant à son exclusion par la Ligue de football professionnel puis à sa dissolution en début d'année 2007.

## Bilan sportif

### Classements en championnat
La frise ci-dessous résume les classements successifs du club en championnat.

### Bilan par saison
| Saison | Championnat       | Championnat | Championnat | Championnat | Championnat | Championnat | Championnat | Championnat | Championnat | Championnat | Coupe de Russie     |
| Saison | Division          | Pos         | Pts         | J           | V           | N           | D           | BP          | BC          | Diff        | Coupe de Russie     |
| ------ | ----------------- | ----------- | ----------- | ----------- | ----------- | ----------- | ----------- | ----------- | ----------- | ----------- | ------------------- |
| 2000   | 5e Tcheliabinsk   | 8e          | Inconnu     | Inconnu     | Inconnu     | Inconnu     | Inconnu     | Inconnu     | Inconnu     | Inconnu     | —                   |
| 2001   | 4e Oural-Sibérie  | 1er         | 50          | 18          | 16          | 2           | 0           | 53          | 3           | +50         | —                   |
| 2002   | 3e Oural          | 3e          | 68          | 28          | 22          | 2           | 4           | 58          | 17          | +41         | —                   |
| 2003   | 3e Oural-Povoljié | 2e          | 93          | 38          | 29          | 6           | 3           | 85          | 27          | +58         | Quatrième tour      |
| 2004   | 3e Oural-Povoljié | 2e          | 83          | 36          | 27          | 2           | 7           | 69          | 20          | +49         | Cinquième tour      |
| 2005   | 2e                | 9e          | 61          | 42          | 16          | 13          | 13          | 60          | 53          | +7          | Quatrième tour      |
| 2006   | 2e                | 18e         | 43          | 42          | 10          | 13          | 19          | 46          | 60          | -14         | Cinquième tour      |
| 2006   | 2e                | 18e         | 43          | 42          | 10          | 13          | 19          | 46          | 60          | -14         | Seizièmes de finale |

Légende
- Promotion en division supérieure
- Relégation en division inférieure

## Personnalités

### Entraîneurs
La liste suivante présente les différents entraîneurs du club :
- Faïl Mirgalimov (2000-2002)
- Alekseï Petrouchine (2002-2003)
- Valeri Ovtchinnikov (2004)
- Guennadi Morozov (février 2005-mai 2006)
- Dmitri Galiamin (mai 2006-juin 2006)
- Guennadi Gridine (juin 2006-septembre 2006)
- Andreï Manannikov (septembre 2006-novembre 2006)

### Joueurs emblématiques
Les joueurs internationaux suivants ont joué pour le club :
- Aleksandr Chmarko
- Alan Koussov
- Dmitri Torbinski
- David Khmelidze
- Alexandru Gațcan
- Iurie Priganiuc
- Vitaliy Denisov